# Gens Alfena
Die gens Alfena waren eine römische Familie (gens), die das Gentilnomen Alfenus bzw. Alfenius führte und ab dem 1. Jahrhundert v. Chr. in Erscheinung trat. Größte Prominenz erreichte sie durch zwei Konsuln und einen General in den beiden Jahrhunderten direkt um die Zeitenwende, welche jeweils das Cognomen Varus führten und wahrscheinlich eng miteinander verwandt waren.

## Mitglieder
- Alfenius oder Alfenus Varus, römischer General und Prätorianerpräfekt, 1. Jahrhundert
- Lucius Alfenus Avitianus (Konsul um 215/216), römischer Suffektkonsul
- Lucius Alfenus Avitianus (Primus pilus), römischer Offizier, 2. Jahrhundert
- Lucius Alfenus Senecio, römischer Politiker, Konsul, Statthalter von Britannien, 2. und 3. Jahrhundert
- Publius Alfenus Varus, römischer Jurist und Politiker, Suffektkonsul 39 v. Chr.
- Publius Alfenus Varus (Konsul 2), römischer Politiker, Konsul

### Weitere Namensträger
Die Zugehörigkeit zur Familie ist für folgende Person nicht gesichert, liegt jedoch nahe:
- Titus Antonius Claudius Alfenus Arignotus, römischer Offizier, 2. und 3. Jahrhundert